# República Libia (2011-2012)
La República Libia (en árabe: الجمهورية الليبية‎, romanizado: al-Jumhūriyya al-Lībiyya), llamada también como Consejo Nacional de Transición (CNT; bereber: Amqim n wamur n Libya, en árabe: المجلس الوطني الانتقالي‎), fue el gobierno formado por los líderes de la primera guerra civil libia contra el régimen del coronel Muamar el Gadafi. El consejo se refiere a su país como la República libia mientras el gobierno de Gadafi llamaba al país Gran Yamahiriya Árabe Libia Popular Socialista. El CNT tiene sus fuerzas armadas en el Ejército Popular Libio, conformado por militares desertores y voluntarios civiles.
Con la finalidad de estar organizados ante la represión del gobierno de Muamar el Gadafi, los dirigentes de la rebelión libia organizados previamente en la "Coalición 17 de Febrero" establecieron un "Consejo Nacional" el 27 de febrero de 2011 para que represente a las ciudades que controlan. Inicialmente establecieron su sede en la ciudad de Bengasi, segunda ciudad del país y bastión de la oposición, con las funciones de la administración gubernamental y municipal de las ciudades y zonas liberadas por la oposición libia; no obstante, luego de la batalla de Trípolí, trasladaron su sede a esta ciudad. El portavoz Abdelhafez Ghoqa en rueda de prensa en Bengasi declaró que “se anunció en todas las ciudades liberadas de Libia la creación de un Consejo Nacional”. “El consejo aún no se ha terminado de formar”, agregó. Este Consejo está formado por militares, académicos, líderes de tribus, diplomáticos y políticos desertores del gobierno, manifestantes y grupos opositores contra el gobierno libio.
El 16 de septiembre, el Consejo Nacional de Transición fue reconocido en la ONU como el gobierno legítimo de Libia. Por su parte, la Unión Africana lo reconoció como el legítimo representante de Libia el 20 de septiembre.
El 8 de agosto de 2012 el CNT transfirió formalmente el poder al Congreso General de la Nación. El CNT y por consiguiente la República Libia fueron disueltos finalmente.

## Antecedentes
Después de los movimientos que lograron derrocar a los gobernantes de Túnez y Egipto, sus vecinos del oeste y del este del país, Libia ha experimentado el comienzo de un levantamiento popular a gran escala desde el 17 de febrero de 2011. El 20 de febrero, los disturbios se habían extendido por varias partes del país. A finales de febrero de 2011, una parte de Libia estaba fuera del control de Gadafi, cayendo a manos de las fuerzas anti-Gadafi el Este de Libia, en torno a la segunda ciudad y puerto de Bengasi, que está bajo el control de la oposición.
La oposición comenzó a organizarse en un gobierno después de que fuerzas policiales y militares contrarias a Gadafi se hubieran unido a la revuelta o retirado a los bastiones pro-gubernamentales.

## Organización y funciones
El Consejo Nacional de Transición controla mediante comités populares todas las ciudades de este de Libia, así como la mayoría de las ciudades que rodean a la capital, Trípoli, en el oeste, y la mayor parte de los pozos petroleros, así como las terminales portuarias desde las que se exporta. Varias fuentes aseguraron a Reuters que debido a los acontecimientos, la producción ha caído un 75%. No obstante, Jamal bin Nur, juez portavoz del Consejo, aseguró que "los contratos petroleros (con firmas extranjeras) que son legales y en beneficio del pueblo de Libia continuarán".
CNT se encarga de la limpieza, el suministro de alimentos, la construcción de defensas en las ciudades bajo su control. También se encarga de tranquilizar a las empresas petrolíferas extranjeras y ha manifestado que Libia es una sola nación. Omar Mohammed en representación del Consejo, dijo que antiguos miembros del ejército se encargaban del restablecimiento de la ley y el orden en Bengasi: "Ellos han estado recopilando una gran cantidad de armas de los civiles porque es muy peligroso. Algunas personas piensan que las necesitan para protegerse. Pero esta idea no es aceptable. Estamos recogiendo las armas".

## Consejeros
El Consejo se compone de treinta y un miembros en representación de las diversas regiones y ciudades de Libia. Algunos de estos miembros ya han sido nombrados, mientras que los nombres de los representantes de Ajdabiya, Kufrah Al, Ghat, Nalut, Misratah, Zintan Az Az Zawiya y no serán publicados por razones de seguridad. No se han nombrado representantes en el centro y sur de Libia ni en Trípoli.
- Presidente: Mustafa Mohammed Abdul Jalil
- Área Batnan: Othman Suleiman El-Megyrahi
- Ciudad de Darna: Ashour Hamed Bourashed
- Área de Qouba: Abdelallah Moussa El-myehoub
- Representante de los presos políticos: Zubiar Ahmed El-Sharif
- Ciudad de Bengasi: Ahmed Abduraba Al-Abaar
- Ciudad de Bengasi: Fathi Mohamed Baja
- Ciudad de Bengasi: Abdul Hafiz Ghoga
- Representantes de los jóvenes y las mujeres: Fathi Tirbil y Salwa Fawzi El-Deghali
- Asuntos militares: Omar El-Hariri
- Responsables de asuntos exteriores y enlaces internacionales: Mahmood Jibril y Ali Al Issawi

### Gobierno interino
El 5 de marzo se estableció un equipo ejecutivo para actuar como brazo ejecutivo del Consejo. El 23 de marzo de 2011 se anunció un gobierno de transición:
- Mahmoud Jabril - primer ministro interino;
- Omar El-Hariri - jefe del Departamento de Asuntos Militares;
- Ali al-Essawi - jefe de relaciones exteriores.

Restan por anunciarse otros ministros.

## Disolución
En una ceremonia el 8 de agosto de 2012 el CNT transfirió formalmente el poder al Congreso General de la Nación. Mustafa Abdul Jalil dejó el cargo de presidente, traspasando el mando al miembro más viejo del Congreso Mohammed Ali Salim. El CNT fue disuelto finalmente tras la toma de juramento de los miembros del Congreso.

## Reconocimiento internacional

Libia
Países que han reconocido al Consejo Nacional de Transición como único representante legítimo de Libia
Países que tienen relaciones informales con el Consejo Nacional de Transición, o que votaron a favor de otorgarle la representación de Libia en las Naciones Unidas, pero no han establecido el reconocimiento oficial
Países que votaron en contra de otorgarle la representación de Libia en las Naciones Unidas al Consejo Nacional de Transición, pero no han hecho una declaración oficial sobre el reconocimiento
Países que han declarado formalmente no reconocer al Consejo Nacional de Transición

Tras unas primeras visitas, tanto de una confusa delegación de diplomáticos británicos el 4 de marzo como de un emisario del Gobierno de España el 5 de marzo, al Consejo Nacional que no se tradujo finalmente en nada y la inicial negativa del 10 de marzo por parte de la Unión Europea a reconocer al Consejo como Gobierno legítimo de Libia, Francia fue el primer país en reconocer al Consejo Nacional de Transición como representante legítimos del pueblo libio el 12 de marzo de 2011. Le siguieron el mismo día Portugal y Reino Unido. Al día siguiente en un Consejo Europeo extraordinario la Unión Europea también reconoció al gobierno de transición libio como interlocutor válido.
La misión diplomática de Libia en las Naciones Unidas desconoció al gobierno de Gadafi y reconoció al Consejo Nacional de Transición como el gobierno legítimo de Libia. El 28 de marzo de 2011 Catar se convirtió en el primer Estado árabe y el segundo del mundo en reconocer como representante legítimo del pueblo libio al Consejo Nacional de Transición (CNT). El Gobierno de El Gadafi condenó la postura de Doha y la calificó de "una flagrante interferencia" en los asuntos internos de la nación mediterránea.
El ministro de Relaciones Exteriores de Italia Franco Frattini, al cierre de su reunión con el jefe de la política exterior de los rebeldes libios Ali Al Isawi, declaró en rueda de prensa que Italia reconoce el Consejo Nacional de transición como el único órgano legítimo de Libia.
Muhammad Al-Senussi, pretendiente al trono de Libia, ha expresado su apoyo al CNT.
El 16 de septiembre la Asamblea General de las Naciones Unidas reconoció oficialmente al Consejo Nacional de Transición con 114 votos a favor, 17 en contra y 15 abstenciones.

### Reconocimiento

#### Estados miembros de las Naciones Unidas
|     | País                     | Fecha de reconocimiento  |
| --- | ------------------------ | ------------------------ |
| 1   | Francia                  | 10 de marzo de 2011      |
| 2   | Catar                    | 28 de marzo de 2011      |
| 3   | Maldivas                 | 3 de abril de 2011       |
| 4   | Italia                   | 4 de abril de 2011       |
| 5   | Kuwait                   | 13 de abril de 2011      |
| 6   | Gambia                   | 22 de abril de 2011      |
| 7   | Senegal                  | 28 de mayo de 2011       |
| 8   | España                   | 8 de junio de 2011       |
| 9   | Australia                | 9 de junio de 2011       |
| 10  | Emiratos Árabes Unidos   | 12 de junio de 2011      |
| 11  | Alemania                 | 13 de junio de 2011      |
| 12  | Canadá                   | 14 de junio de 2011      |
| 13  | Panamá                   | 14 de junio de 2011      |
| 14  | Austria                  | 18 de junio de 2011      |
| 15  | Letonia                  | 20 de junio de 2011      |
| 16  | Lituania                 | 20 de junio de 2011      |
| 17  | Dinamarca                | 22 de junio de 2011      |
| 18  | Cabo Verde               | 26 de junio de 2011      |
| 19  | Bulgaria                 | 28 de junio de 2011      |
| 20  | Croacia                  | 28 de junio de 2011      |
| 21  | Turquía                  | 3 de julio de 2011       |
| 22  | Polonia                  | 8 de julio de 2011       |
| 23  | Países Bajos             | 13 de julio de 2011      |
| 24  | Bélgica                  | 13 de julio de 2011      |
| 25  | Luxemburgo               | 13 de julio de 2011      |
| 26  | Estados Unidos           | 15 de julio de 2011      |
| 27  | Japón                    | 15 de julio de 2011      |
| 28  | Albania                  | 18 de julio de 2011      |
| 29  | Eslovenia                | 20 de julio de 2011      |
| 30  | Montenegro               | 21 de julio de 2011      |
| 31  | Reino Unido              | 27 de julio de 2011      |
| 32  | Portugal                 | 28 de julio de 2011      |
| 33  | Botsuana                 | 11 de agosto de 2011     |
| 34  | Gabón                    | 12 de agosto de 2011     |
| 35  | Túnez                    | 21 de agosto de 2011     |
| 36  | Nueva Zelanda            | 22 de agosto de 2011     |
| 37  | Egipto                   | 22 de agosto de 2011     |
| 38  | Jordania                 | 22 de agosto de 2011     |
| 39  | Marruecos                | 22 de agosto de 2011     |
| 40  | Irlanda                  | 22 de agosto de 2011     |
| 41  | Omán                     | 23 de agosto de 2011     |
| 42  | Baréin                   | 23 de agosto de 2011     |
| 43  | Nigeria                  | 23 de agosto de 2011     |
| 44  | Malta                    | 23 de agosto de 2011     |
| 45  | Irak                     | 23 de agosto de 2011     |
| 46  | Grecia                   | 23 de agosto de 2011     |
| 47  | Noruega                  | 23 de agosto de 2011     |
| 48  | Líbano                   | 23 de agosto de 2011     |
| 49  | Corea del Sur            | 24 de agosto de 2011     |
| 50  | Sudán                    | 24 de agosto de 2011     |
| 51  | Hungría                  | 24 de agosto de 2011     |
| 52  | Chad                     | 24 de agosto de 2011     |
| 53  | Etiopía                  | 24 de agosto de 2011     |
| 54  | Burkina Faso             | 24 de agosto de 2011     |
| 55  | Colombia                 | 25 de agosto de 2011     |
| 56  | Serbia                   | 25 de agosto de 2011     |
| 57  | Bosnia y Herzegovina     | 25 de agosto de 2011     |
| 58  | Mongolia                 | 25 de agosto de 2011     |
| 59  | Yibuti                   | 25 de agosto de 2011     |
| 60  | Costa de Marfil          | 25 de agosto de 2011     |
| 61  | Macedonia del Norte      | 25 de agosto de 2011     |
| 62  | Chipre                   | 26 de agosto de 2011     |
| 63  | Malasia                  | 26 de agosto de 2011     |
| 64  | Ruanda                   | 26 de agosto de 2011     |
| 65  | Estonia                  | 26 de agosto de 2011     |
| 66  | Benín                    | 26 de agosto de 2011     |
| 67  | Níger                    | 27 de agosto de 2011     |
| 68  | Togo                     | 27 de agosto de 2011     |
| 69  | Guinea                   | 28 de agosto de 2011     |
| 70  | República Checa          | 29 de agosto de 2011     |
| 71  | Filipinas                | 30 de agosto de 2011     |
| 72  | Eslovaquia               | 30 de agosto de 2011     |
| 73  | Armenia                  | 31 de agosto de 2011     |
| 74  | Rusia                    | 1 de septiembre de 2011  |
| 75  | Finlandia                | 1 de septiembre de 2011  |
| 76  | Rumania                  | 1 de septiembre de 2011  |
| 77  | Santo Tomé y Príncipe    | 1 de septiembre de 2011  |
| 78  | Ucrania                  | 1 de septiembre de 2011  |
| 79  | Azerbaiyán               | 2 de septiembre de 2011  |
| 80  | Kazajistán               | 5 de septiembre de 2011  |
| 81  | República Centroafricana | 5 de septiembre de 2011  |
| 82  | Comoras                  | 6 de septiembre de 2011  |
| 83  | Seychelles               | 7 de septiembre de 2011  |
| 84  | Ghana                    | 9 de septiembre de 2011  |
| 85  | China                    | 12 de septiembre de 2011 |
| 86  | Afganistán               | 13 de septiembre de 2011 |
| 87  | Vietnam                  | 14 de septiembre de 2011 |
| 88  | Chile                    | 16 de septiembre de 2011 |
| 89  | Costa Rica               | 16 de septiembre de 2011 |
| 90  | India                    | 17 de septiembre de 2011 |
| 91  | Irán                     | 18 de septiembre de 2011 |
| 92  | Sudáfrica                | 20 de septiembre de 2011 |
| 93  | Uganda                   | 21 de septiembre de 2011 |
| 94  | Argelia                  | 22 de septiembre de 2011 |
| 95  | Suecia                   | 24 de septiembre de 2011 |
| 96  | Kenia                    | 24 de septiembre de 2011 |
| 97  | Suiza                    | 29 de septiembre de 2011 |
| 98  | Jamaica                  | 29 de septiembre de 2011 |
| 99  | Somalia                  | 30 de septiembre de 2011 |
| 100 | Bangladés                | 13 de octubre de 2011    |
| 101 | Pakistán                 | 3 de noviembre de 2011   |
| 102 | Guinea-Bisáu             | 16 de noviembre de 2011  |
| 103 | Mauritania               | 25 de noviembre de 2011  |
| 104 | Eritrea                  | 30 de noviembre de 2011  |

#### Estados no miembros de las Naciones Unidas
|   | País                        | Fecha de reconocimiento  |
| - | --------------------------- | ------------------------ |
| 1 | Palestina                   | 22 de agosto de 2011     |
| 2 | Kosovo                      | 22 de agosto de 2011     |
| 3 | República de China (Taiwán) | 16 de septiembre de 2011 |
| 4 | Santa Sede                  | 20 de octubre de 2011    |

#### Estados que han declarado no tener intención de reconocer al CNT
- Antigua y Barbuda[177][178]
- Bolivia[179][180]
- Cuba[181][182]
- Ecuador[183]
- Malaui[177][178]
- México[177][178]
- Dominica[177][178]
- Namibia[184][185]
- Nicaragua[186]
- San Vicente y las Granadinas[177][178]
- Venezuela[187]
- Zimbabue[188]